# Kingston (Ontário)
Kingston é uma cidade da província canadense de Ontário. Kingston está localizada às margens do Rio São Lourenço. A cidade possui uma população de 114 195 mil habitantes, tendo cerca de 147 mil na sua região metropolitana. A área da cidade é de 450,39 km² (1 906,82 km² em sua região metropolitana) e sua densidade demográfica é de 253,5 hab/km² (77 hab/km² em sua região metropolitana). As principais fontes de renda da cidade são o turismo, a prestação de serviços educacionais,a indústria de manufatura e o militarismo. Sete das principais cadeias de segurança máxima do país estão na cidade. Kingston foi a primeira capital do Canadá.

## Visão geral
A crescente exploração europeia no século XVII e o desejo dos europeus de estabelecerem uma presença perto dos ocupantes nativos locais para controlar o comércio, levaram à fundação de um entreposto comercial e forte militar francês em um local conhecido como "Cataraqui" (geralmente pronunciado "kah-tah-ROCK-way") em 1673. Este posto avançado, denominado Forte Cataraqui, e mais tarde Forte Frontenac, tornou-se um centro de colonização. Desde 1760, o local de Kingston, Ontário, estava em posse britânica efetiva. Cataraqui seria renomeado para Kingston depois que os britânicos tomaram posse do forte e os legalistas começaram a colonizar a região na década de 1780.
Kingston foi nomeada a primeira capital da Província Unida do Canadá em 10 de fevereiro de 1841. Embora o seu tempo como capital tenha sido curto (terminando em 1844), a comunidade manteve-se uma importante instalação militar. A cidade é um centro regional de educação e saúde, abrigando duas grandes universidades, uma grande faculdade profissionalizante e três hospitais importantes. Kingston era a sede do condado de Frontenac até 1998. Kingston é agora um município separado do condado de Frontenac. Kingston é o maior município do sudeste de Ontário e a décima maior área metropolitana de Ontário.